# Ibdes
Ibdes ist ein nordspanischer Ort und eine Gemeinde (municipio) mit 372 Einwohnern (Stand: 2024) im Westen der Provinz Saragossa und der Autonomen Region Aragonien. Der Ort gehört zur bevölkerungsarmen Serranía Celtibérica.

## Lage und Klima
Ibdes liegt etwa 100 Kilometer (Luftlinie) südwestlich von Saragossa in einer Höhe von 745 m am Río Mesa, der hier in den Stausee von La Tranquera mündet.
Das Klima ist gemäßigt bis warm; der eher spärliche Regen (ca. 448 mm/Jahr) fällt mit Ausnahme der eher trockenen Sommermonate übers Jahr verteilt.

## Bevölkerungsentwicklung
| Jahr      | 1970 | 1981 | 1991 | 2001 | 2011 | 2021 |
| Einwohner | 960  | 647  | 583  | 544  | 482  | 388  |

Die Mechanisierung der Landwirtschaft, die Aufgabe bäuerlicher Kleinbetriebe und der damit verbundene Verlust von Arbeitsplätzen führten seit der Mitte des 20. Jahrhunderts zu einem deutlichen Rückgang der Bevölkerung (Landflucht).

## Sehenswürdigkeiten
- Wasserfall oder Kaskade von La Paradera
- Michaeliskirche
- Kapelle San Daniel
- Kapelle Santo Sepulcro
- Kapelle Unserer Lieben Frau
- Kapelle San Gregorio
- Rathaus

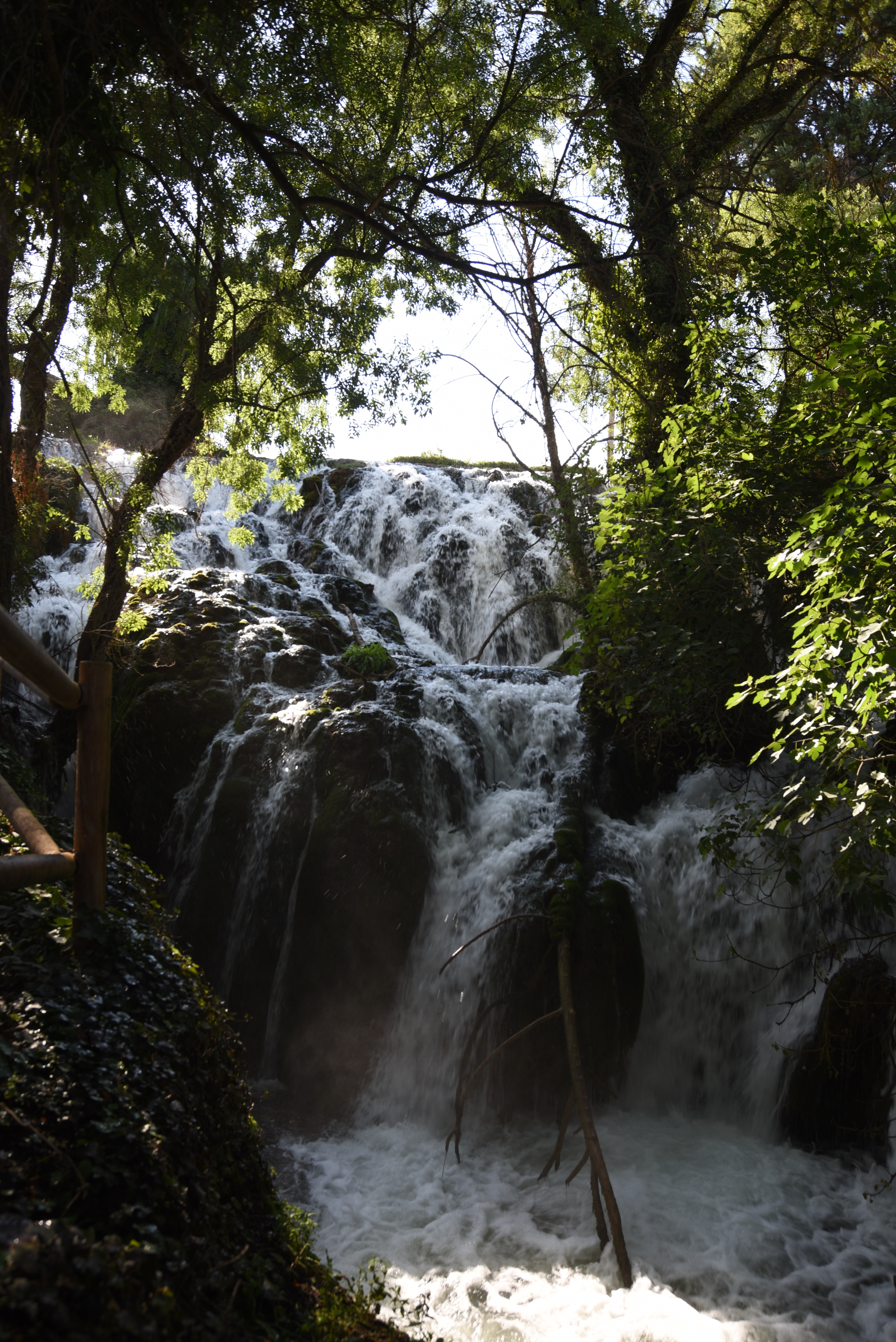
Wasserfall La Paradera
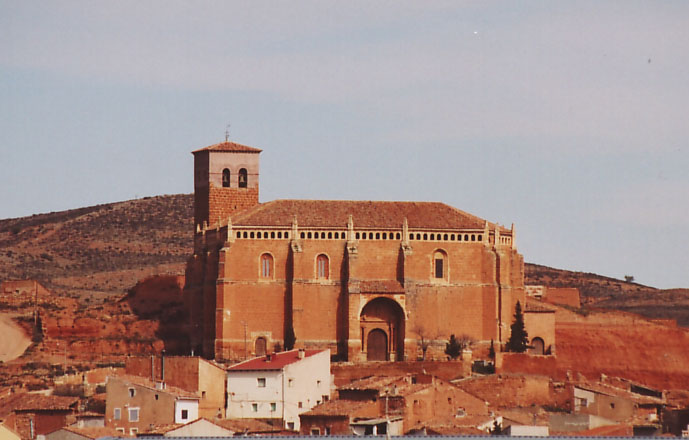
Michaeliskirche
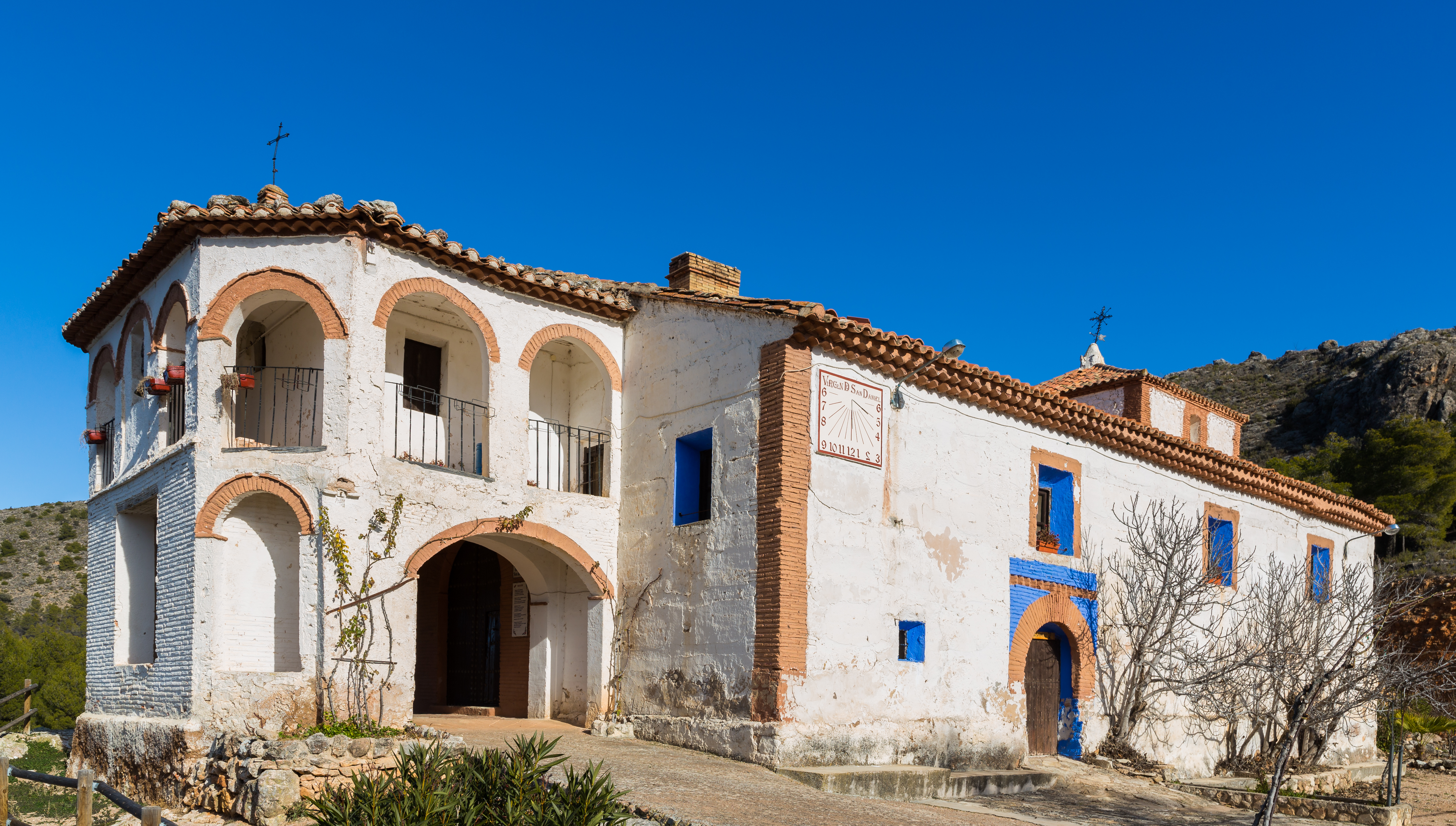
Kapelle San Daniel
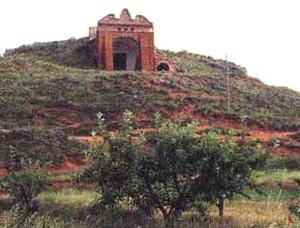
Kapelle San Sepulcro
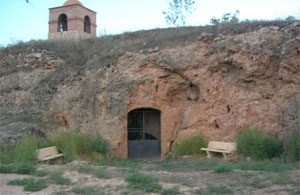
Kapelle Unserer Lieben Frau
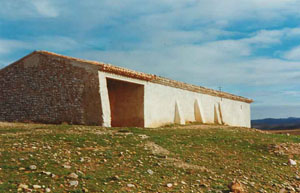
Kapelle San Gregorio

## Persönlichkeiten
- Jerónimo de Pasamonte (1553–um 1605), Soldat, vermutlich Zisterziensermönch, Schriftsteller
- Carlos Ezquerra (1947–2018), Karikaturist
- Fernando Conde (* 1952), Schauspieler